# Mestre de Antônio de Borgonha

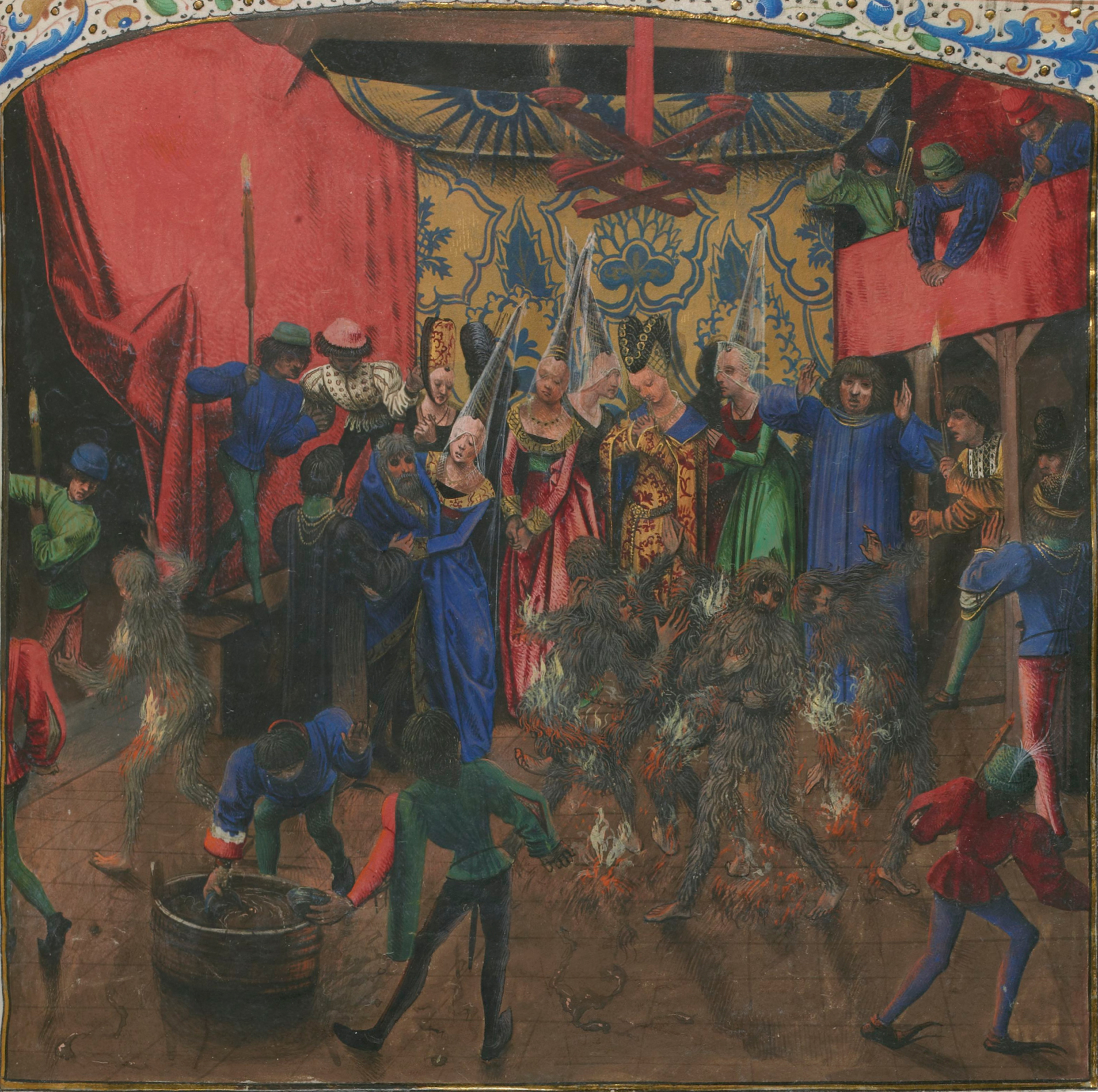
A descrição do Mestre do Baile dos Ardentes (BnF Fr 2646) por volta dos anos 1470 mostra bem suas qualidades. Apesar do desbotamento, é "um verdadeiro tour de force no manejo do espaço, formas, luz e emoção".

O Mestre de Antônio de Borgonha foi um pintor de iluminura flamengo ativo em Bruges entre cerca de 1460 e 1490, aparentemente operando uma grande oficina e produzindo alguns dos trabalhos mais sofisticados da floração tardia da iluminação flamenga. Foi identificado pela primeira vez por Friedrich Winkler em 1921 após três grandes manuscritos seculares contendo textos vernáculos; seu nome é derivado de um de seus patronos mais importantes, Antônio de Borgonha, filho ilegítimo de Filipe, o Bom, embora ele também trabalhasse para os Duques e outros bibliófilos nos círculos da corte de Borgonha, que já haviam sido alocados "Mestres" pelos historiadores da arte. Suas contribuições para o manuscrito fortemente ilustrado Froissart de Luís de Gruuthuse (BnF Fr 2643-6) do início da década de 1470, no qual vários dos principais iluminadores da época trabalhavam, mostram-no destacando alguns nomes mais famosos, como Loyset Liédet. O jovem Mestre do Livro de Oração de Dresden trabalhou como seu assistente neste livro, sugerindo que ele era um aprendiz; vários outros mestres anônimos foram postulados como seus alunos. Outras obras estão nas bibliotecas de Paris, Breslávia, Filadélfia, Munique, a Biblioteca da Universidade de Cambridge e em outros lugares.[carece de fontes?]
Ele às vezes pintava usando ouro e prata num fundo preto, como em Horas Negras de Viena (ou Sforza Hours e outros títulos) agora em Viena. É através da atribuição um tanto controversa daquele livro a ele, e sua posterior identificação com um livro apresentado a Carlos, o Audaz e conhecido por ter sido ilustrado por Felipe de Mazerolles, o francês nomeado como iluminador da corte da Borgonha, que foi proposto como idêntico a de Mazerolles, que está documentado entre 1454-1479.
O Mestre, ou seu círculo, também foram associados às primeiras gravuras produzidas para ilustração de livros, numa edição de Giovanni Boccaccio impressa em Bruges por Colard Mansion em aproximadamente 1476.